# La Nueva Familia Michoacana
La Nueva Familia Michoacana (en français : La Nouvelle Famille du Michoacan), La Nueva Familia ou LNFM, est une organisation criminelle spécialisée dans le trafic de stupéfiants, l'exploitation minière illégale et l'extorsion de fonds. Elle est actuellement dirigée par Johnny Hurtado Olascoaga, alias El Pez, et son frère, José Alfredo Hurtado Olascoaga, alias El Fresa. L'organisation s'est formée comme un groupe dissident en 2011 après que La Familia Michoacana ait perdu son pouvoir en 2010 avec la formation du Cartel des chevaliers templiers et la mort présumée de Nazario Moreno (sa mort n'a été prouvée qu'en 2014 par un test ADN).
L'organisation se consacre principalement au trafic de drogue et à la lutte contre le Cartel de Jalisco Nouvelle Génération dans la région de Tierra Caliente dans le Michoacán et le Guerrero, opérant dans au moins 35 municipalités du sud du Mexique. Selon le Département du Trésor des États-Unis, l'organisation est principalement impliquée dans la distribution de cocaïne, de fentanyl et de méthamphétamine aux États-Unis, mais elle est également impliquée dans la culture de marijuana et de pavot. Plusieurs de ses dirigeants ont été arrêtés pour avoir menacé et fait chanter des gens sur les médias sociaux. 
Los Viagras est une de ses branches armées. En 2019, un leader de la cellule appelé El Zarco a menacé El Mencho en lui disant qu'ils allaient tuer ses tueurs à gages près du Río Balsas ; la menace est devenue virale et, quelques semaines plus tard, des membres du CJNG ont menacé d'assassiner El Zarco.
En novembre 2022, le département du Trésor des États-Unis a sanctionné La Nueva Familia Michoana et ses dirigeants présumés Johnny Hurtado Olascoaga et Jose Alfredo Hurtado Olascoaga en vertu du décret 14059. Le Trésor prétend que le groupe est impliqué dans un ensemble d'activités criminelles et de trafic de drogue, y compris la culture du pavot à opium et la distribution aux États-Unis d'héroïne et, dans une tendance émergente, de fentanyl "arc-en-ciel" (pilules et poudres dont les couleurs vives, les formes et les tailles sont commercialisées à l'intention des jeunes consommateurs),.